# Württemberg-Badens voetbalkampioenschap 1925/26
In 1925/26 werd het zevende Württemberg-Badens voetbalkampioenschap gespeeld, dat georganiseerd werd door de Zuid-Duitse voetbalbond. 
Promovendus Karlsurher FV werd kampioen en plaatste zich voor de Zuid-Duitse eindronde. De zesde deelnemers bekampten elkaar in groepsfase en KFV werd laatste. 

## Bezirksliga
| Plaats | Club                        | Wed. | W  | G | V  | Saldo | Ptn.  |
| ------ | --------------------------- | ---- | -- | - | -- | ----- | ----- |
| 1.     | Karlsruher FV 1891          | 14   | 10 | 2 | 2  | 52:22 | 22:6  |
| 2.     | VfB 1893 Stuttgart          | 14   | 7  | 3 | 4  | 34:19 | 17:11 |
| 3.     | Freiburger FC 1897          | 14   | 8  | 0 | 6  | 52:35 | 16:12 |
| 4.     | FC Stuttgarter Kickers 1899 | 14   | 7  | 2 | 5  | 30:29 | 16:12 |
| 5.     | VfR 1896 Heilbronn          | 14   | 8  | 0 | 6  | 29:29 | 16:12 |
| 6.     | Stuttgarter SC 1900         | 14   | 5  | 5 | 4  | 26:25 | 15:13 |
| 7.     | 1. FC 1896 Pforzheim        | 14   | 4  | 2 | 8  | 29:45 | 10:18 |
| 8.     | 1. FC 1908 Birkenfeld       | 14   | 0  | 0 | 14 | 10:58 | 0:28  |

|  | Kampioen, geplaatst voor Zuid-Duitse eindronde |
|  | Deelname promotie-degradatie eindronde         |

## Kreisliga

### Mittelbaden
| Plaats | Club                           | Wed. | Saldo | Ptn.  |
| ------ | ------------------------------ | ---- | ----- | ----- |
| 1.     | Karlsruher FC Phönix-Alemannia | 16   | 48:26 | 24:08 |
| 2.     | FC Mühlburg 1905               | 16   | 52:24 | 23:09 |
| 3.     | FV Daxlanden                   | 16   | 56:25 | 22:10 |
| 4.     | Germania Durlach               | 16   | 29:34 | 16:16 |
| 5.     | FC Frankonia Karlsruhe         | 16   | 34:42 | 15:17 |
| 6.     | FV Rastatt 04                  | 16   | 31:32 | 14:18 |
| 7.     | FV Beiertheim                  | 16   | 23:36 | 13:19 |
| 8.     | VfB Gaggenau                   | 16   | 23:53 | 11:21 |
| 9.     | Baden Karlsruhe                | 16   | 27:51 | 06:26 |

|  | Geplaatst voor promotie-eindronde            |
|  | Wisselt volgend jaar naar Kreisliga Südbaden |

### Südbaden
| Plaats | Club                  | Wed. | Saldo | Ptn.  |
| ------ | --------------------- | ---- | ----- | ----- |
| 1.     | SC Freiburg           | 16   | 91:19 | 28:04 |
| 2.     | Offenburger FV        | 16   | 42:15 | 24:08 |
| 3.     | Sportfreunde Freiburg | 16   | 49:25 | 20:12 |
| 4.     | SpVgg Freiburg        | 16   | 29:36 | 18:14 |
| 5.     | SpVgg Baden-Baden     | 16   | 22:26 | 15:17 |
| 6.     | FV Lörrach 02         | 16   | 40:43 | 12:20 |
| 7.     | FV Emmendingen        | 16   | 25:54 | 11:21 |
| 8.     | Kehler FV             | 16   | 26:58 | 10:22 |
| 9.     | FSV Haslach           | 16   | 32:77 | 06:26 |

|  | Geplaatst voor promotie-eindronde             |
|  | Wisselt volgend jaar naar Kreisliga Oberbaden |

### Alt-Württemberg
Uit de Kreisliga Alt-Württemberg is enkel kampioen Sportfreunde Stuttgart bekend. 

### Cannstatt
Uit de Kreisliga Cannstatt is enkel kampioen FV Cannstatt bekend. 

### Enz-Neckar
Uit de Kreisliga Enz-Neckar is enkel kampioen Union Böckingen bekend. 

### Schwarzwald-Bodensee
| Plaats | Club                  | Wed. | Saldo | Ptn.  |
| ------ | --------------------- | ---- | ----- | ----- |
| 1.     | FC 1900 Konstanz      | 14   | 39:18 | 23:05 |
| 2.     | FC 1908 Villingen     | 14   | 52:24 | 20:08 |
| 3.     | FC Singen 04          | 14   | 33:24 | 17:11 |
| 4.     | SpVgg 1908 Schramberg | 14   | 43:18 | 16:12 |
| 5.     | VfR Schwenningen      | 14   | 39:37 | 16:12 |
| 6.     | FV 1908 Tuttlingen    | 14   | 41:49 | 12:16 |
| 7.     | FV St. Georgen        | 14   | 11:40 | 07:21 |
| 8.     | VfB Villingen         | 14   | 15:71 | 01:27 |

|  | Geplaatst voor promotie-eindronde |
|  | Degradatie                        |

### Promotie-eindronde
| Plaats | Club                           | Wed. | Saldo | Ptn.  |
| ------ | ------------------------------ | ---- | ----- | ----- |
| 1.     | Sportfreunde Stuttgart         | 10   | 28:11 | 15:05 |
| 2.     | SC Freiburg                    | 10   | 16:18 | 14:06 |
| 3.     | FV Union 08 Böckingen          | 10   | 21:22 | 11:09 |
| 4.     | Karlsruher FC Phönix-Alemannia | 10   | 18:17 | 09:11 |
| 5.     | FC 1900 Konstanz               | 10   | 12:18 | 06:14 |
| 6.     | FV Cannstatt                   | 10   | 14:23 | 05:15 |

|  | Promotie naar Bezirksliga 1926/27      |
|  | Deelname promotie-degradatie eindronde |

### Promotie-degradatie eindronde
| Plaats | Club                           | Wed. | Saldo | Ptn. |
| ------ | ------------------------------ | ---- | ----- | ---- |
| 1.     | FV Union 08 Böckingen          | 6    | 15:11 | 9:3  |
| 2.     | Karlsruher FC Phönix-Alemannia | 6    | 19:11 | 7:5  |
| 3.     | 1. FC 1896 Pforzheim           | 6    | 9:13  | 4:8  |
| 4.     | 1. FC 1908 Birkenfeld          | 6    | 10:18 | 4:8  |

|  | Promotie naar Bezirksliga 1926/27 |
|  | Degradatie naar Kreisliga         |